# Yamaha
A Yamaha Corporation (ヤマハ株式会社, Jamaha Kabusiki Gaisa) japán vállalat, amely jövedelmének túlnyomó részét hangszerek, elektronikai termékek és nem utolsósorban motorkerékpárok gyártásával szerzi.

## Története
A Yamaha egy több területen jelen lévő óriás. Jamaha Torakuszu alapította 1887-ben Nippon Gakki Szeidzó Kabusiki Gaisa (日本楽器製造株式会社, ’Japán Hangszergyártó Rt.’) néven. Kezdetben kizárólag hangszereket gyártott, amire a márka három, egymást keresztező hangvillát ábrázoló logója még ma is utal.
A második világháború után Kavakami Genicsi, a vállalat elnöke a háború folyamán alkalmazott kohászati technológiát és szakértelmet motorkerékpárok gyártásába fektette. 1954-ben, a termelés első évében 125 cm³-es motorokat gyártottak. Ezek egyhengeres, kétütemű, utcai motorok voltak, amelyek a német DKW RT125 mintájára készültek.
A Yamaha a világ legnagyobb hangszergyártójává nőtte ki magát dobok, zongorák, gitárok, brácsák, csellók gyártásával. Ezenkívül még a félvezetők egyik vezető gyártója is, informatikai termékeket, specialitásfémeket, szerszámgépeket és ipari robotokat is gyárt.
1987 októberében, fennállásának 100. évfordulóján a nevét Yamaha Corporationre változtatták.

## A Yamaha-csoporthoz tartozó vállalatok
- Bösendorfer Klavierfabrik GmbH, Bécs, Ausztria.
- Yamaha Motor Company
- Yamaha Fine Technologies Co., Ltd.
- Yamaha Livingtec Corporation
- Yamaha Metanix Corporation
- Yamaha Pro Audio

## Termékek

### Motorkerékpárok
Minarelli motorblokk licenc alapján gyártott kistestű robogók
- Yamaha Aerox
- Yamaha Jog
- Yamaha JogR
- Yamaha Champ
- Yamaha Champ CX